# Carme-Gruppe

Diagramm, in dem die Bahnhalbachsen der äußeren Jupiter-Monde (in Mio. km, waagrechte Achse) gegen ihre Bahnneigung (in °, Halbbogen) abgetragen werden. Die Größen der roten Kreise sollen nur die relativen Mondradien illustrieren und sind nicht maßstäblich zu den Bahnelementen. Die gelben Linien stellen den Spielraum zwischen dem Jupiternächsten bzw. -fernsten Punkt der jeweiligen Mondumlaufbahn dar. Kallisto ist als Referenzgröße angegeben

Detailansicht der Carme-Gruppe aus obigem Diagramm. Man erkennt, dass die Satelliten dieser Gruppe Bahnneigungen um 165° aufweisen und etwa 23 bis 24 Mio. km von Jupiter entfernt sind

Die Carme-Gruppe ist eine Gruppe von Monden des Planeten  Jupiter, die sich auf ähnlichen Bahnen bewegen. 
Die großen Halbachsen ihrer Bahnen verlaufen dabei zwischen 22,9 und 24,1 Millionen km, weisen Exzentrizitäten auf zwischen 0,21 und 0,27 (Ausnahme Aitne mit knapp 0,32) sowie Inklinationen (Bahnneigungen) zwischen 164,9° und 165,5° gegen die lokale Laplace-Ebene, die grob mit der Bahnebene des Jupiter zusammenfällt. Die Monde bewegen sich retrograd, das heißt entgegen der Rotationsrichtung des Jupiter, um den Planeten. 
Die siebzehn Mitglieder der Gruppe sind (mit zunehmendem Abstand von Jupiter):
- Herse
- S/2003 J 10
- Pasithee
- Chaldene
- Arche
- Isonoe
- Erinome
- Kale
- Aitne
- Taygete
- S/2003 J 9
- Carme (der größte Mond und Namensgeber)
- Eirene
- S/2003 J 19
- Kalyke
- Eukelade
- Kallichore

Die Internationale Astronomische Union (IAU) vergibt für die retrograden Monde des Jupiter Namen mit der Endung e. 